# Ypthima tapaishani
Ypthima tapaishani är en fjärilsart som beskrevs av Forster 1948. Ypthima tapaishani ingår i släktet Ypthima och familjen praktfjärilar. Inga underarter finns listade i Catalogue of Life.